# Eugenio Colombo
Eugenio Colombo (Roma, 10 dicembre 1953) è un sassofonista, flautista e compositore italiano di musica jazz.

## Biografia
Nel 1982 si diploma in sassofono al Conservatorio Licinio Refice di Frosinone con il docente Baldo Maestri. La sua prima registrazione avviene con Mario Schiano, nel disco Sud; immediatamente dopo è stato invitato da Giorgio Gaslini per la sua incisione Favola Pop. Dà vita, in seguito al gruppo I Virtuosi di Cave, dai quali è stata in gran parte formata la sezione sax del Grande Elenco Musicisti, orchestra guidata da Tommaso Vittorini.
Ha scritto diverse composizioni sia per strumenti solisti  che per quartetto di sassofoni, trio d'archi, big band, e banda di ottoni con solisti improvvisatori.
È uno dei membri fondatori della Italian Instabile Orchestra e del SIC trio con Schiaffini e Iannaccone.
Ha collaborato, tra gli altri, con Steve Lacy, Ekkehart Jost, Bruno Tommaso, Giorgio Gaslini, Maurizio Giammarco, Giancarlo Schiaffini. Nel corso della sua carriera, inoltre, ha sviluppato un importante rapporto musicale con Giovanna Marini.